# Conjectura de Calogero
La conjentura de Calogero és una interpretació minoritària de la mecànica quàntica. Es tracta d'una explicació de quantificació que implica la mecànica quàntica, originalment estipulada el 1997 i posteriorment publicada el 2004 per Francesco Calogero que suggereix el camp de fons estocàstic clàssic al qual Edward Nelson atribueix el comportament mecànic quàntic en la seva teoria de la quantificació estocàstica fluctuant l'espaitemps, i que hi ha més relacions matemàtiques entre les quantitats involucrades.
La pròpia hipòtesi suggereix que si el moment angular associat a un tremolor estocàstic amb coherència espacial proveeix una acció suposada per aquest moviment dins de l'ordre de la magnitud de la constant de Planck, llavors l'ordre de magnitud del moment angular associat té el mateix valor. El mateix Calogero suggereix que aquestes troballes, originalment basades en el model simplificat de l'univers "es veuen afectades (i essencialment, no es veuen afectats) per la possible presència en la massa de l'univers d'un gran component format per partícules molt més lleuger que els nucleons".
Essencialment, la relació explicada per Calogero es pot expressar amb les fórmules:
{\displaystyle h\approx \alpha G^{1/2}m^{3/2}[R(t)]^{1/2}.}
A més:
{\displaystyle h\equiv h(t)=A{\sqrt {R(t)}}=h_{0}{\sqrt {a(t)}}} Const G,m
On:
{\displaystyle G} representa la constant de la gravitació
{\displaystyle m} Representa la massa d'un àtom d'hidrogen.
{\displaystyle R(t)} representa el radi de l'univers accessible per interaccions gravitacionals a temps, t.{\displaystyle R(t)}
{\displaystyle A} s una constant dimensional.
Malgrat la seva descripció comuna, s'ha observat que la conjectura no està del tot definida dins dels dominis de la mecànica estocàstica de Nelson, sinó que també es pot considerar com un mitjà per investigar els efectes estadístics de la interacció amb les masses distants de l'univers i era d'esperar pel mateix Calogero per estar dins del mateix ordre de magnitud que els efectes mecànics quàntics.

## Anàlisi

### Compatibilitat amb constants fonamentals
<! - Una nota al desenllaç absurd de la consciència humana, en relació amb la notabilitat, de que hi ha una quantitat molt limitada de literatura sobre aquesta conjectura, i aquest document definitiu és l'únic disponible que ho analitza de tal manera. ->
Després de la publicació del document original de Calogero, "L'origen còsmic de la quantificació", una resposta va ser publicada per Giuseppe Gaeta de la Universitat de Roma on va discutir la compatibilitat de la conjectura amb els límits actuals sobre la variació de les constants fonamentals, però també va esbossar el seu enfocament en la modificació de la relació entre el corriment del desplaçament cap al roig i la distància, i de les estimacions obtingudes a partir de les observacions del temps transcorregut a partir de la producció de radiacions còsmiques i les seves implicacions —tant relacionades també amb la distribució del cos negre observat radiació còsmica de fons.

### Revistes
- F. Calogero, "Cosmic origin of quantization", Phys. Lett. A 228 (1997), 335-346.
- G. Gaeta "Calogero Conjecture and Hubble Law", International Journal of Theoretical Physics, Vol 39 (5), May 2000, pp. 1339–1350(12)
- G. Gaeta "On the cosmological implications of the Calogero conjecture"